# Тихоново (Костромская область)
Тихоново — упразднённая деревня в Парфеньевском муниципальном округе Костромской области России. Исключена из учётных данных в 2024 году.

## География
Находится в центральной части Костромской области приблизительно в 19 км по прямой на север от центра района села Парфеньево.

## История
Известна с 1676 года как починок на месте займища, названа по имени первопоселенца Тихона Каркина. В 1780 году здесь было 16 дворов, в 1872 году 11 дворов. В период существования Костромской губернии деревня относилась к Кологривскому уезду. До 2021 года деревня входила в Матвеевское сельское поселение.

## Население
| 2008 | 2010 | 2014 |
| ---- | ---- | ---- |
| 0    | →0   | →0   |

Постоянное население составляло 81 человек на (1872 год), 111 в (1897 году), 111 в (1907 году), 3 в 2002 году (русские 100 %), 1 человек в 2022 году.